# Emanuel Buchmann
Emanuel Buchmann (Ravensburg, 18 novembre 1992) è un ciclista su strada tedesco che corre per il team Cofidis. Professionista dal 2015, nello stesso anno si è laureato campione tedesco nella prova in linea.

## Palmarès
- 2014 (Rad-Net Rose Team)

3ª tappa Okolo Jižních Čech (Třeboň > Churáňov)
- 2015 (Bora-Argon 18, una vittoria)

Campionati tedeschi, Prova in linea
- 2019 (Bora-Hansgrohe, due vittorie)

Trofeo Andratx-Lloseta
5ª tappa Itzulia Basque Country (Arrigorriaga > Arrate)
- 2020 (Bora-Hansgrohe, una vittoria)

Trofeo Serra de Tramuntana
- 2023 (Bora-Hansgrohe, una vittoria)

Campionati tedeschi, Prova in linea

### Altri successi
- 2015 (Bora-Argon 18)

Giro del Trentino (Riva del Garda > Arco)
- 2017 (Bora-Hansgrohe)

Classifica giovani Critérium du Dauphiné

## Piazzamenti

### Grandi Giri
- Giro d'Italia

2021: ritirato (15ª tappa)
2022: 7°
- Tour de France

2015: 83º
2016: 21º
2017: 15º
2019: 4º
2020: 38º
2021: 33º
2023: 21º
2025: 30º
- Vuelta a España

2017: 65º
2018: 12º
2023: 20º

### Classiche monumento
- Liegi-Bastogne-Liegi

2015: 87º
2016: 71º
- Giro di Lombardia

2015: 84º
2017: 86º
2018: 22º
2019: 8º
2021: ritirato
2023: 59º

### Competizioni mondiali
- Campionati del mondo

Limburgo 2012 - Gara in linea Under-23: 84º
Toscana 2013 - In linea Under-23: 68º
Ponferrada 2014 - Gara in linea Under-23: 41º
Innsbruck 2018 - In linea Elite: 46º
- Giochi olimpici

Rio de Janeiro 2016 - In linea: 14º
Tokyo 2020 - In linea: 29º

### Competizioni europee
- Campionati europei

Nyon 2014 - In linea Under-23: 50º
Plumelec 2016 - In linea Elite: 73º